# Aeroportul Oryol Yuzhny
Aeroportul Oryol Yuzhny (IATA: OEL, ICAO: UUOR) este un aeroport din Oriol, Regiunea Oriol, Rusia ce deservește zona Oriol. A fost numit după zona deservită.
Situat la o altitudine de 200 m, aeroportul dispune de o singură pistă.